# Llista de topònims de Terrats
Llista de topònims (noms propis de lloc) de Terrats (Rosselló).
Informació actualitzada per un bot. Els canvis manuals es perdran quan s'actualitzi!

## torrent
| imatge | Nom                         | Ubicat a                   | instància de | Detalls              | coordenades                                          | Protecció | Commons (més fotos) | Dades a WD                    |
| ------ | --------------------------- | -------------------------- | ------------ | -------------------- | ---------------------------------------------------- | --------- | ------------------- | ----------------------------- |
|        | còrrec de la Pedra Foradada | Rosselló Montoriol Terrats | torrent      | Desemboca: Cantarana | 42° 35′ 51″ N, 2° 43′ 47″ E / 42.597518°N,2.729589°E |           |                     | Modifica les dades a Wikidata |
|        | còrrec del Mas Cornet       | Rosselló Montoriol Terrats | torrent      | Desemboca: Cantarana | 42° 35′ 51″ N, 2° 43′ 47″ E / 42.597518°N,2.729589°E |           |                     | Modifica les dades a Wikidata |

## Misc
| imatge | Nom                                     | Ubicat a | instància de                          | Detalls                                                                                     | coordenades                                                                          | Protecció | Commons (més fotos)                                | Dades a WD                    |
| ------ | --------------------------------------- | -------- | ------------------------------------- | ------------------------------------------------------------------------------------------- | ------------------------------------------------------------------------------------ | --------- | -------------------------------------------------- | ----------------------------- |
|        | Mirmanda                                | Terrats  | poble mític                           |                                                                                             |                                                                                      |           |                                                    | Modifica les dades a Wikidata |
|        | Sant Julià i Santa Basilissa de Terrats | Terrats  | església Ús: església                 | Estil: arquitectura romànica Anomenat per: Julià i Basilissa Dedicat a: Julià l'Hospitalari | 42° 36′ 28″ N, 2° 46′ 18″ E / 42.6077°N,2.77175°E 139.8 msnm                         |           | Église Saint-Julien-et-Sainte-Basilisse de Terrats | Modifica les dades a Wikidata |
|        | Serrat de l'Ullastre                    | Terrats  | muntanya                              |                                                                                             | 42° 35′ 49″ N, 2° 43′ 38″ E / 42.59685°N,2.72727°E 216 msnm                          |           |                                                    | Modifica les dades a Wikidata |
|        | casa de la vila de Terrats              | Terrats  | instal·lació Ús: seu del govern local |                                                                                             | 42° 36′ 29″ N, 2° 46′ 21″ E / 42.6081014521806°N,2.77241099652986°E fr:66300 TERRATS |           | Town hall of Terrats                               | Modifica les dades a Wikidata |